# Australie au Concours Eurovision de la chanson junior
L'Australie participe au Concours Eurovision de la chanson junior depuis 2015.

## Représentants
| Année                | Artiste         | Chanson      | Langue  | Traduction du titre | Place | Points |
| -------------------- | --------------- | ------------ | ------- | ------------------- | ----- | ------ |
| 2015                 | Bella Paige     | My Girls     | Anglais | Mes copines         | 08    | 64     |
| 2016                 | Alexa Curtis    | We Are       | Anglais | Nous sommes         | 05    | 202    |
| 2017                 | Isabella Clarke | Speak Up     | Anglais | Parlez plus fort    | 03    | 172    |
| 2018                 | Jael Wena       | Champion     | Anglais | Champion            | 03    | 201    |
| 2019                 | Jordan Anthony  | We Will Rise | Anglais | Nous nous élèverons | 08    | 121    |
| Retrait depuis 2020. |                 |              |         |                     |       |        |

- Première place
- Deuxième place
- Troisième place
- Dernière place

## Galerie

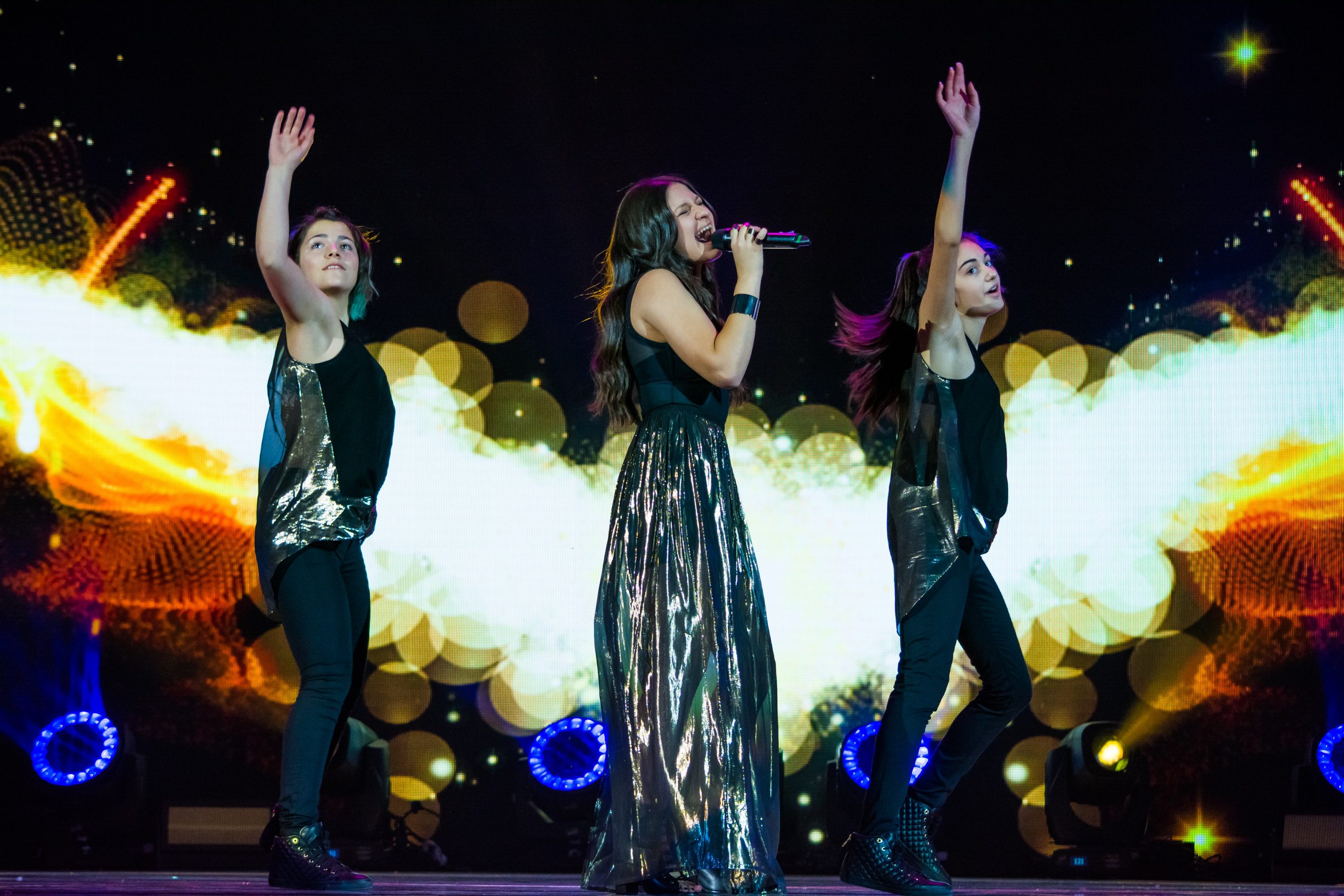
Bella Paige à Sofia (2015).
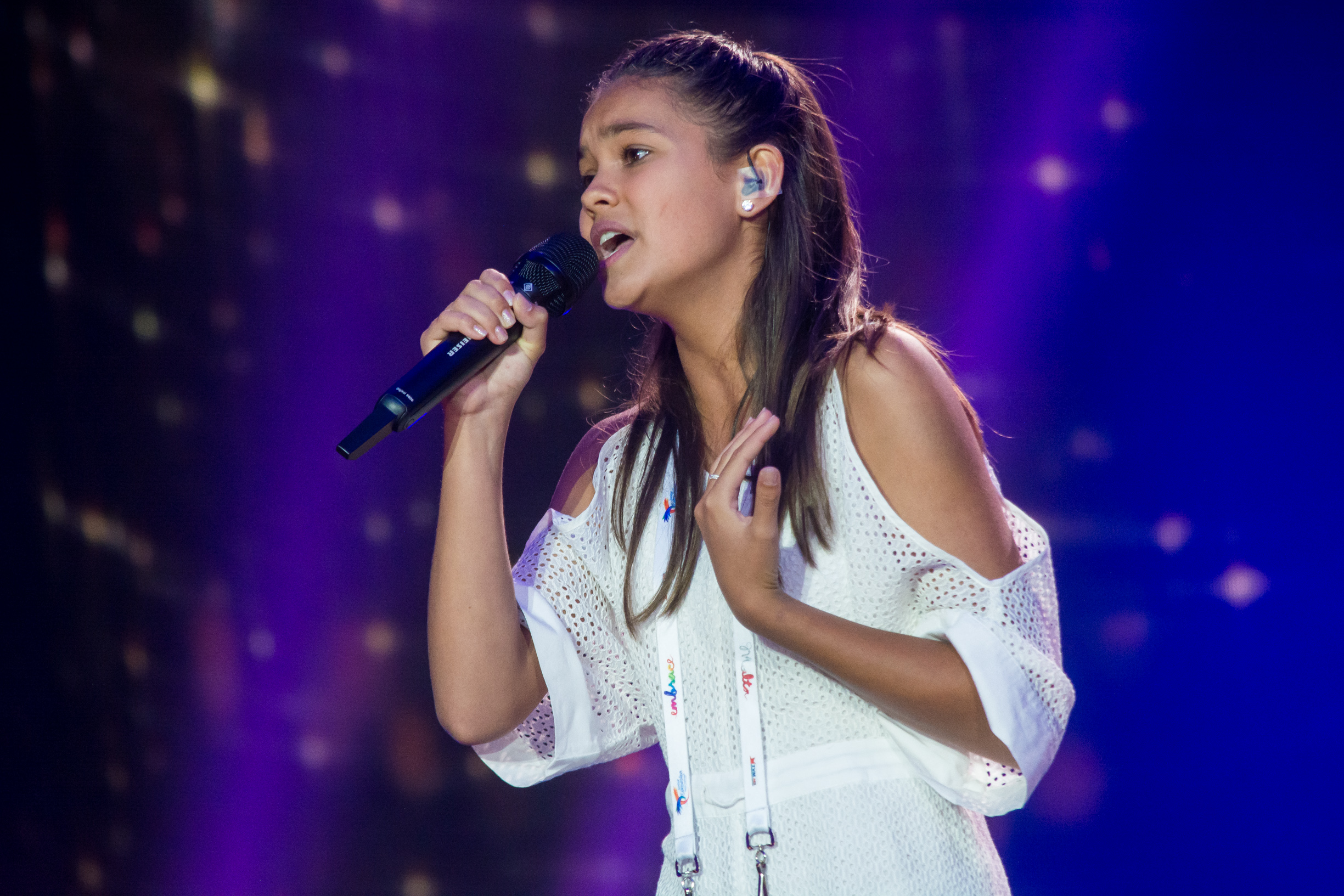
Alexa Curtis à La Valette (2016).
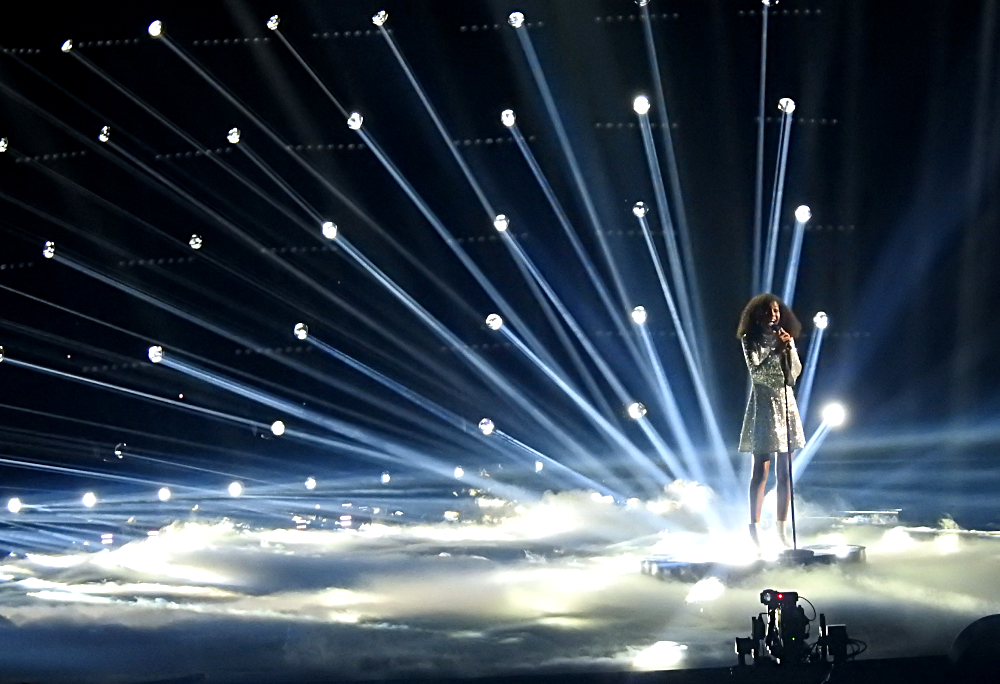
Jael Wena à Minsk (2018).